# Punta Veleros Playa-Punta Órganos Chico
Punta Veleros Playa-Punta Órganos Chico (también llamada La Mesa) es una localidad peruana ubicada en el distrito de Los Órganos, perteneciente a la provincia de Talara del departamento de Piura, al norte del Perú. En el 2017 tenía una población de 168 habitantes.